# Your Lie in April
Your Lie in April (四月は君の嘘, Shigatsu wa Kimi no Uso) is een Japanse manga bedacht en geïllustreerd door Naoshi Arakawa. In oktober 2014 kreeg het een animeserie die tot maart 2015 duurde.

## Plot
Het verhaal gaat over de pianist Kousei Arima. Als kind overlijdt zijn moeder, die ook zijn instructeur was. Dit levert hem emotionele en mentale schade op, en hij kan het geluid van zijn eigen pianospel niet meer horen, waardoor hij stopt met pianospelen. Totdat hij de violiste Kaori Miyazono ontmoet, en zij hem aanmoedigt om weer achter de piano te zitten.

## Personages
- Kousei Arima (有馬 公生, Arima Kōsei) - Kousei is een voormalig wonderkind in het spelen van piano. Hij wordt de "Menselijke metronoom" genoemd voor zijn mechanische precisie, een product van de strenge lesmethoden van zijn moeder. Zijn vermogen om de piano met een ongeëvenaarde precisie te spelen leidde hem naar veel wedstrijden te winnen over Japan. Toen zijn moeder overleed, resulteerde het psychologische trauma dat hij opliep hem niet meer in staat om het geluid van zijn eigen pianospel te horen, en stopte hij met piano spelen.
- Kaori Miyazono (宮園 かをり, Miyazono Kawori) - Kaori is Tsubaki's klasgenoot, en is een violist die in competities veel kritiek heeft gekregen van de jury vanwege haar onwil om zich strikt aan de score te houden. Kaori overtuigd Kousei om weer de piano te bespelen.
- Tsubaki Sawabe (澤部 椿, Sawabe Tsubaki) - Tsubaki is een vriend van Kousei, ze behandelt Kousei als een kleine broer. Ze is sportief en is speler in de softbalclub van hun school. Vaak ontzet om Kousei's onvermogen om over de dood van zijn moeder te komen, probeert ze om hem weer piano te laten spelen.
- Ryōta Watari (渡 亮太, Watari Ryōta) - Ryota is Kousei en Tsubaki's vriend, en is de kapitein van het schoolvoetbalteam. Hij is zeer populair bij meisjes, en heeft meestal een frivole houding.
- Takeshi Aiza (相座 武士, Aiza Takeshi) - Takeshi is een pianist van dezelfde leeftijd als Kousei. Zijn doel was altijd om Kousei in te halen en te overtreffen op de piano. Zijn besluit is zo sterk tot het punt dat Takeshi zelfs een uitnodiging voor een pianocompetitie in Duitsland afwijst om in een andere competitie tegen Kousei te kunnen spelen.
- Emi Igawa (井川 絵見, Igawa Emi) - Emi is een pianist van dezelfde leeftijd als Kosei, die besloot om een pianist te worden na het beluisteren van Kousei toen ze vijf was.
- Nagi Aiza (相座 凪, Aiza Nagi) - Nagi is Takeshi's zusje. Ze wordt later Kousei's leerling.
- Saki Arima (有馬 早希, Arima Saki) - Saki is Kousei's moeder die eiste dat Kousei de piano tot absolute perfectie kon bespelen, en hem vaak sloeg om kleine fouten. Zij overleed voor Kousei's kwalificatie voor wat vermoedelijk zijn eerste wedstrijd in Europa was.
- Hiroko Seto (瀬戸 紘子, Seto Hiroko) - Hiroko is een landelijk bekende pianiste en een goede vriend van Saki. Zij was degene die Kousei's talenten ontdekte en Saki voorstelde om hem een pianist te maken. Ze geeft haarzelf de schuld van Kousei's mishandeling en zijn psychologisch trauma. Nadat Kousei zijn carrière hervat, wordt ze ook zijn mentor.

## Film
Op 10 september 2016 ging de film van Your Lie in April in première in Japan. De film is geregisseerd door Takehiko Shinjō en werd gedistribueerd door filmstudio Toho.
De film volgt grotendeels het verhaal van de manga met in de hoofdrollen Kento Yamazaki en Suzu Hirose als respectievelijk Kousei en Kaori.
Eind 2016 werd bekendgemaakt dat de film inmiddels ruim 1,4 miljard yen had opgeleverd.